# Anthony R. Birley
Anthony Richard Birley (* 8. Oktober 1937 in Chesterholm, Northumberland; † 19. Dezember 2020 in Newcastle upon Tyne) war ein britischer Althistoriker. Er gehörte zu den führenden Experten für die Geschichte der römischen Kaiserzeit, für das römische Militärwesen, für die lateinische Epigraphik und für die Prosopographie.

## Leben und Wirken
Der Sohn des britischen Archäologen Eric Birley wurde in Chesterholm und damit nur 34 Meilen westlich vom römischen Hilfstruppenkastell Vindolanda geboren. Er besuchte das Clifton College in Bristol (1950–1955) und studierte am Magdalen College in Oxford (1956–1963). Von 1960 bis 1962 war er Craven Fellow in Oxford. Einige Monate studierte er bei Hans-Georg Pflaum in Paris an der École pratique des hautes études. Das altertumswissenschaftliche Studium beendete er bei Ronald Syme in Oxford mit der Dissertation The Roman High Command from the death of Hadrian to the death of Caracalla with particular attention to the Danubian Wars of Marcus Aurelius and Commodus. Von 1963 bis 1965 war er Fellow an der University of Birmingham, von 1965 bis 1974 Lecturer und Reader in Alter Geschichte an der University of Leeds. Er hatte eine Gastprofessur an der Duke University in North Carolina. Als Professor lehrte er an den Universitäten in Manchester (1974–1990) und als Nachfolger von Dietmar Kienast in Düsseldorf (1990–2002). Nach seiner Emeritierung war er Gastprofessor in Newcastle und Durham.
Seine Interessen galten der Prosopografie und der römischen Biografie. Er legte bedeutende biografische Arbeiten zu den römischen Kaisern Hadrian, Mark Aurel und Septimius Severus vor. Seine 1966 erstmals veröffentlichten Darstellung zu Mark Aurel erschien 1987 in zweiter Auflage wurde bereits 1968 ins Deutsche, später auch ins Italienische und Spanische übersetzt. Durch seine eingehenden Kenntnisse der kaiserlichen Prosopographie zeigte er den Kaiser nicht mehr als einsamen Herrscher, sondern als Teil der römischen Führungsschicht, mit der und durch die das Reich regiert wurde.
Im Jahr 2005 erschien von ihm eine Prosopografie zur Zivil- und Militäradministration der römischen Provinz Britannien. Er war auch als Ausgräber tätig und beschäftigte sich außerdem intensiv mit der Historia Augusta, einer spätantiken und sehr umstrittenen Biografiensammlung. Birley war 1994 bis 2002 ordentliches und seit 2002 korrespondierendes Mitglied der Nordrhein-Westfälischen Akademie der Wissenschaften (Klasse für Geisteswissenschaften), Fellow der Society of Antiquaries of London (seit 1969) und Mitglied des Deutschen Archäologischen Instituts (seit 1992). Zuletzt hielt er sich als Honorary Professor an der University of Durham auf. Er starb Ende 2020 nach kurzer Krankheit an Lungenkrebs.

## Schriften (Auswahl)
- The Roman Government of Britain. Oxford University Press, Oxford u. a. 2005, ISBN 0-19-925237-8 (Neufassung der „Fasti of Roman Britain“ von 1981).
- Garrison Life at Vindolanda. A band of brothers. Tempus, Stroud 2002, ISBN 0-7524-1950-1.
- Onomasticon to the Younger Pliny. Letters and Panegyric. Saur, München/Leipzig 2000, ISBN 3-598-73001-2.
- Hadrian. The restless emperor. Routledge, London u. a. 1997, ISBN 0-415-16544-X.
- The Fasti of Roman Britain. Clarendon Press, Oxford 1981, ISBN 0-19-814821-6.
- The people of Roman Britain. Batsford, London 1979, ISBN 0-7134-0580-5.
- Septimius Severus. The African emperor. Eyre & Spottiswoode, London 1971, ISBN 0-413-26900-0.
- Marcus Aurelius. Little, Brown, Boston MA u. a. 1966.
- Life in Roman Britain. Batsford, London 1964.